# Erich Pipa

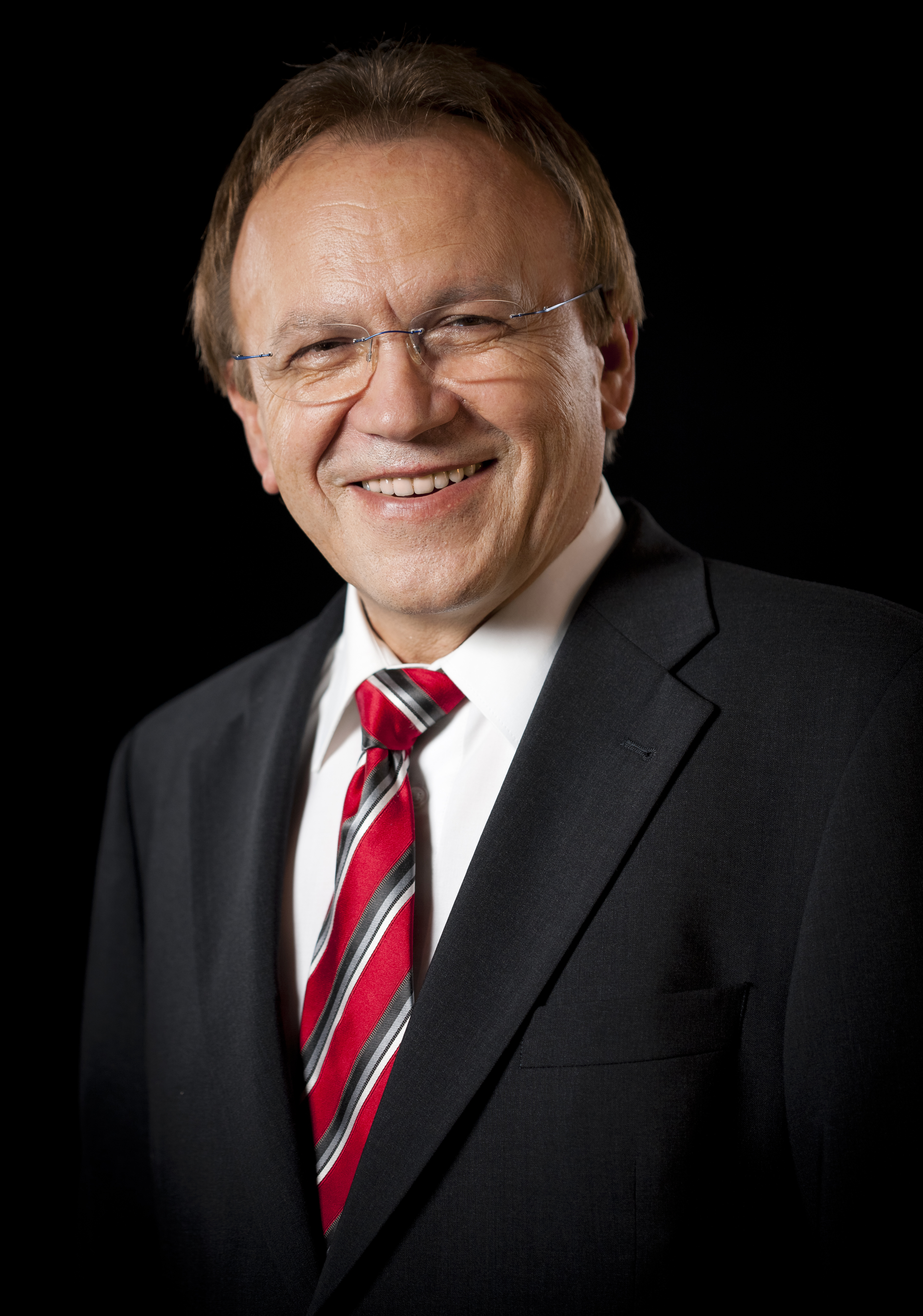
Erich Pipa (2010)

Erich Pipa (* 18. Juni 1948 in Fulda; † 17. April 2022) war ein deutscher Kommunalpolitiker (SPD). Vom 18. Juni 2005 bis zum 17. Juni 2017 war er Landrat des Main-Kinzig-Kreises. Im Dezember 2009 wurde Pipa außerdem zum Vizepräsidenten des Hessischen Landkreistages gewählt. Von November 2013 bis Juni 2017 war er Präsident des Hessischen Landkreistages.

## Werdegang
Pipa begann 1965 seine Laufbahn im öffentlichen Dienst mit der Ausbildung zum Verwaltungsangestellten bei der Stadt Hanau. Im selben Jahr trat er in die SPD ein. Von 1972 bis 1975 war er persönlicher Referent des damaligen Hanauer Landrates Martin Woythal, daran anschließend war er Geschäftsführer der SPD-Kreistagsfraktion.
Im Jahr 1987 wurde er Erster Kreisbeigeordneter unter Landrat Karl Eyerkaufer. 1993 wird Pipa vom Kreistag zum hauptamtlichen Kreisbeigeordneten gewählt. Am 31. Januar 2005 wurde er zum Landrat des Main-Kinzig-Kreises gewählt. In der Stichwahl setzte sich Pipa mit 51,7 Prozent der Stimmen gegen den CDU-Kandidaten Heiko Kasseckert durch. Die Amtsübernahme erfolgte am 18. Juni 2005. Außerdem war Erich Pipa von 1994 bis 2004 Unterbezirksvorsitzender der SPD.
Pipa wurde bundesweit bekannt im Zuge der Einführung der Hartz-Gesetze. Als Begründer der „Neuen Wege“ richtete Pipa ab 1996 sogenannte Modellteams im Main-Kinzig-Kreis ein. In diesen Modellteams arbeiteten Sozialamt, Arbeitsamt, Jugendamt und Wohngeldstelle Hand in Hand bei der Wiedereingliederung der Langzeitarbeitslosen ins Berufsleben. Am 8. Oktober 2003 war Pipa bei der Anhörung zum Hartz-IV-Gesetz Sachverständiger vor dem Bundestagsausschuss, ebenso am 26. April 2004. Beide Male setzte er sich stark für die kommunale Verantwortung bei der Betreuung und Vermittlung von Langzeitarbeitslosen ein und kritisierte die mit der Einführung der Hartz-Gesetze verbundene zusätzliche Bürokratie.
Als erster Landkreis in Deutschland gab der Main-Kinzig-Kreis im Jahr 2004 unter Sozialdezernent Erich Pipa seine Bewerbung als Optionskommune ab. Das Optionsmodell war zunächst ein bis 2010 befristetes deutschlandweites Versuchsmodell für die Betreuung von Langzeitarbeitslosen, in dem Städte oder Landkreise alleinverantwortlich für die Betreuung und Vermittlung von Arbeitslosengeld II-Beziehern waren. Nach dem Regierungswechsel im Jahr 2009 haben sich Bund und Länder geeinigt, wie die Organisation im SGB II ab 2011 fortgeführt werden sollte. Die derzeitigen Optionen wurden entfristet, ein Viertel aller Träger der Grundsicherung nehmen die Aufgaben nach dem SGB II in alleiniger kommunaler Verantwortung wahr. Das führt zu einer Gesamtzahl von zugelassenen kommunalen Trägern (zkT) von 110.
Bei der im Zuge der hessischen Kommunalwahlen stattfindenden Landratswahlen 2011 setzte sich Pipa bei der Stichwahl am 10. April 2011 mit 65 Prozent der Stimmen gegen den CDU-Kandidaten und Ersten Kreisbeigeordneten Günter Frenz durch.
Im Oktober 2015 erhielt er das Bundesverdienstkreuz („Verdienstkreuz am Bande“). Im Juni 2017 wurde er mit der Willy-Brandt-Medaille ausgezeichnet.
Im Main-Kinzig-Kreis galt er als Vater des Breitbandprojektes. Als einer der ersten Landkreise in Deutschland baut der Main-Kinzig-Kreis in kommunaler Verantwortung ein flächendeckendes Glasfasernetz, das im Jahr 2015 fertiggestellt wurde.
Im Juni 2016 erklärte Landrat Erich Pipa, dass er nicht erneut zur Landratswahl antreten werde. Nach 51 Berufsjahren sei es an der Zeit aufzuhören. In der Hauptsache gab er dafür familiäre Gründe an. Leicht sei ihm die Entscheidung nicht gefallen, aber durch die seit Juli 2015 bestehende Bedrohungslage begünstigt: Erich Pipa wurde wiederholt in Schmähbriefen aufgrund seines Engagements für Flüchtlinge bedroht. Am 5. März 2017 wurde Thorsten Stolz (SPD) mit 57,9 Prozent der Stimmen zum Nachfolger Pipas im Amt des Landrats des Main-Kinzig-Kreises gewählt. Erich Pipas Dienstzeit endete am 17. Juni 2017 und damit einen Tag vor seinem 69. Geburtstag. Er starb in der Nacht zum Ostersonntag 2022 im Alter von 73 Jahren.